# Josep Puig i Cadafalch

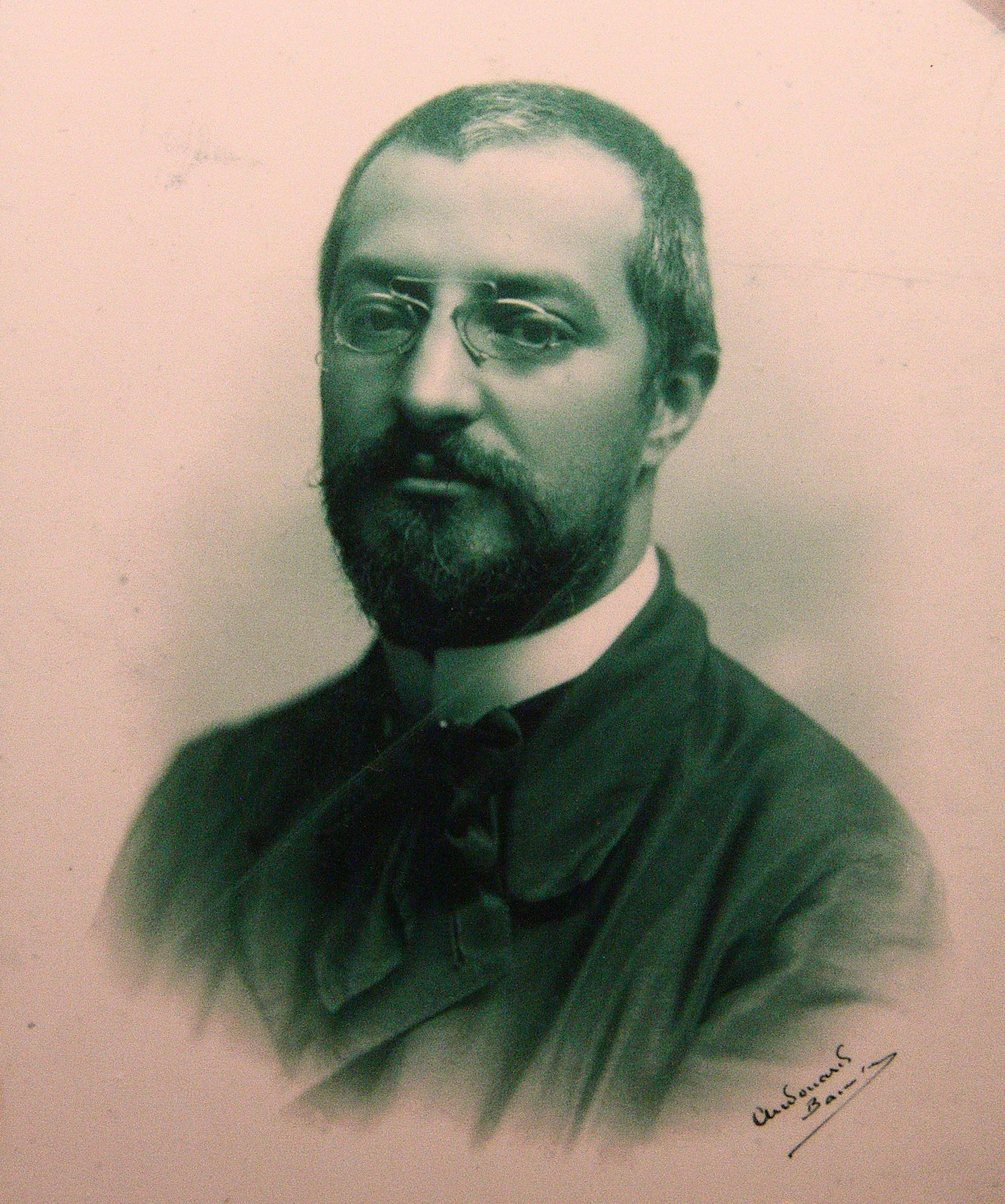
Josep Puig i Cadafalch, porträtiert von Pau Audouard Déglaire

Josep Puig i Cadafalch (* 17. Oktober 1867 in Mataró; † 23. Dezember 1956 in Barcelona) war ein katalanischer Architekt, Kunsthistoriker und Politiker. Er zählt zu den wichtigsten Vertretern der Architektur des Modernisme.

## Biografische Daten
Puig i Cadafalch wurde in Mataró geboren, einer Industriestadt an der Küste bei Barcelona. Er studierte in Barcelona Architektur und ciencias exactas (Mathematik, Physik und andere Naturwissenschaften). Nach Abschluss des Studiums kehrte er zurück nach Mataró, wo er das Amt des Stadtarchitekten übernahm. Auf diesem Posten war er fünf Jahre lang tätig, während dieser Zeit entstanden seine ersten Gebäude in Mataró.
Dann wurde Puig an der Schule für Architektur in Barcelona Inhaber des Lehrstuhls für Hydraulik und Festigkeitslehre. Im Jahre 1917 wurde er Präsident der Mancomunitat de Catalunya, des katalanischen Parlaments. Dort entwickelte er ambitionierte Pläne für Bildung und Kultur und gab den Anstoß für die archäologischen Ausgrabungen in Ampurias. Außerdem setzte er sich für den Bau von Straßen und die Entwicklung der Landwirtschaft ein. Nach dem Putsch Miguel Primo de Riveras wurde er 1923 abgesetzt und durch Alfonso Sala ersetzt.
Puig war Schüler von Lluís Domènech i Montaner. Er gilt als letzter Vertreter des Modernisme und als erster des Noucentisme. Sein Werk kann in drei Perioden gegliedert werden:

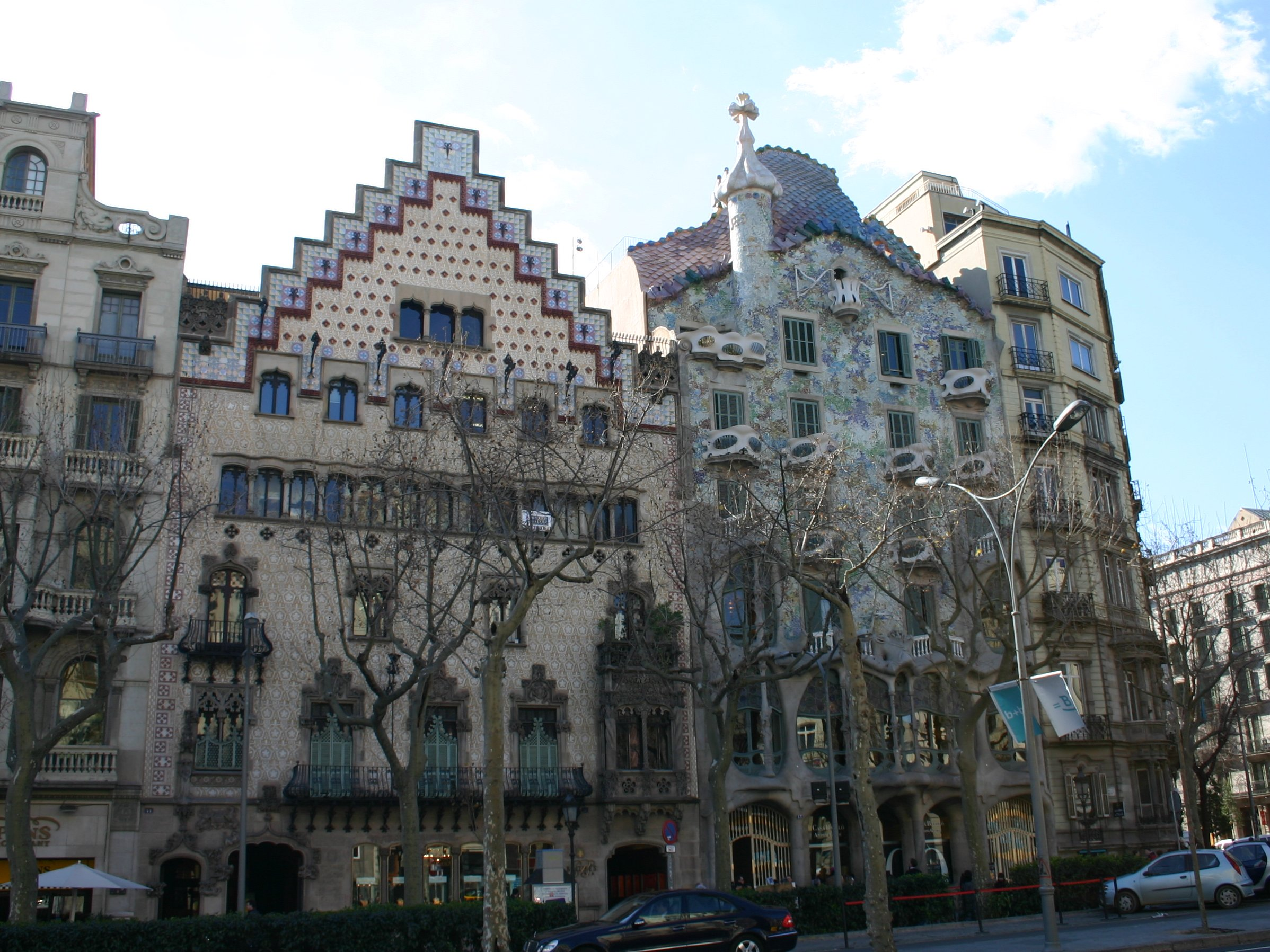
Casa Amatller in Barcelona

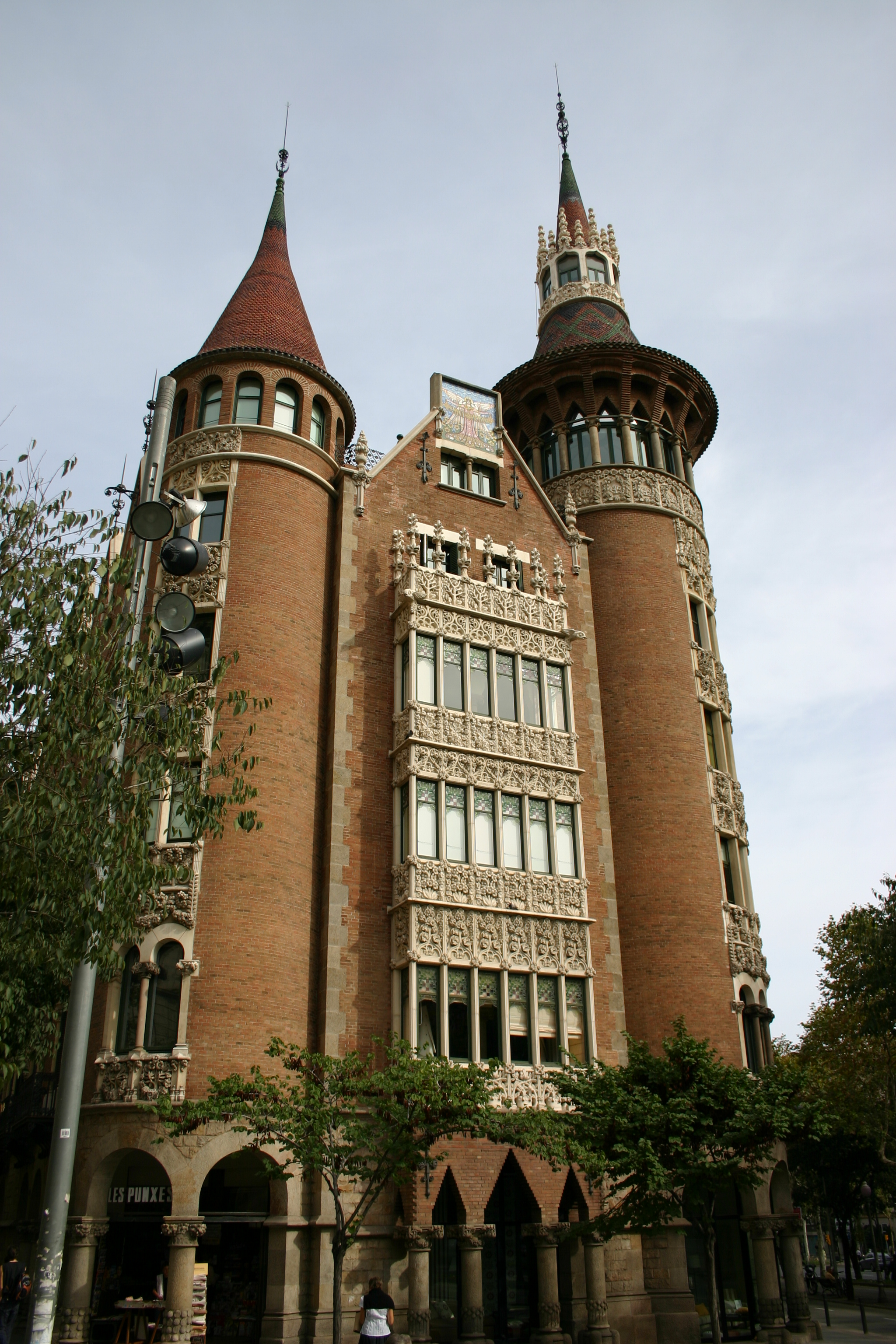
Casa de les Punxes

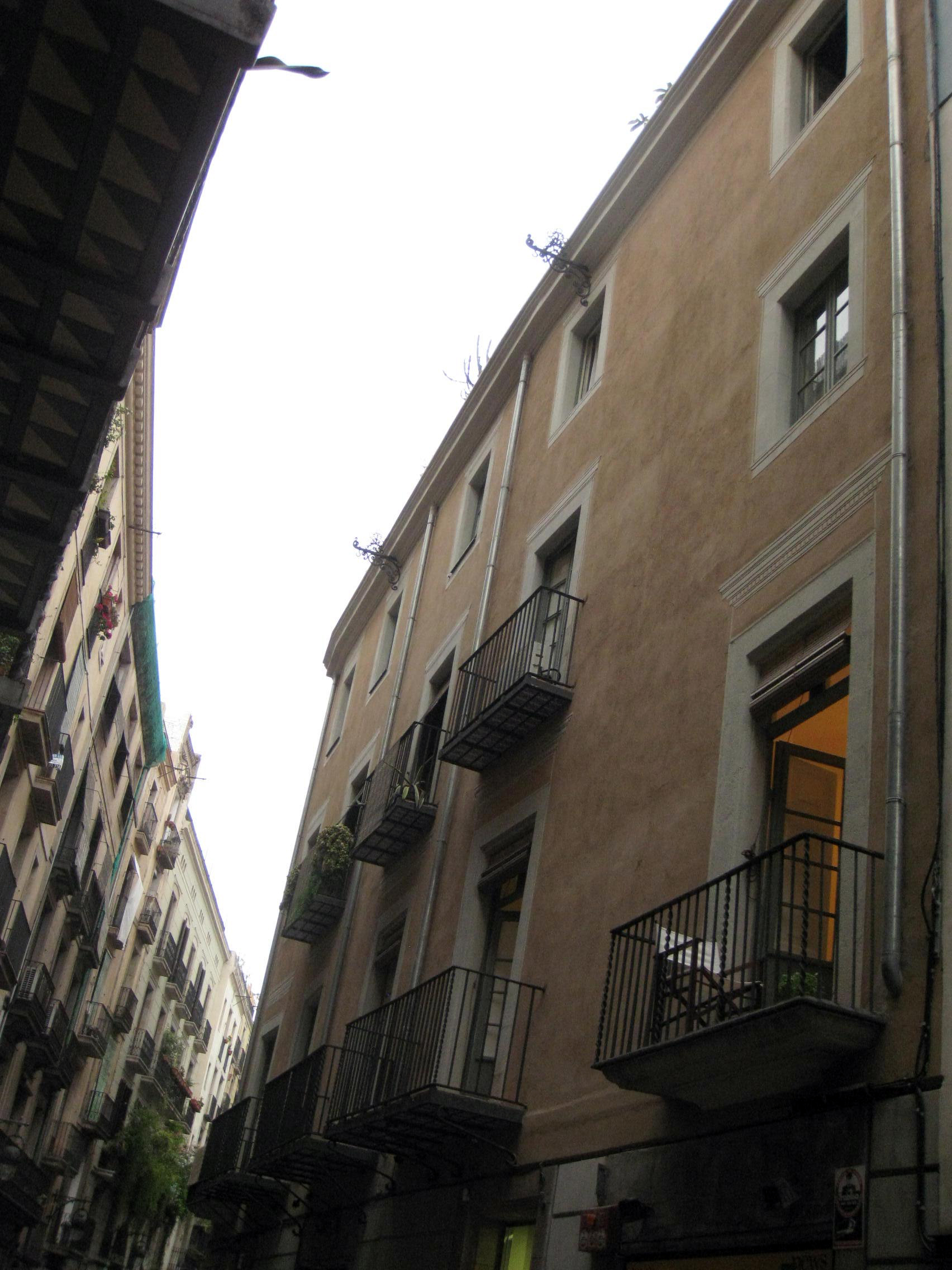
Barcelona, Fabrik Haus in der Carrer Sant Pere Més Alt 46

- Die erste Periode ist der Modernisme. Puig verwendete das Landhaus des katalanischen Adels als Vorbild, dem er nordische Stilelemente hinzufügte. Zu dieser Stilperiode gehören die Gebäude Casa Amatller, Casa Martí und insbesondere Casa Terradas (im Volksmund bekannt als Casa de les Punxes). Alle diese Gebäude entstanden zwischen 1895 und 1905.
- Es folgt die Periode des rationalen Idealismus, einer Stilrichtung, die sich an den Vorlieben des neuen Großbürgertums orientierte. Die Gebäude wurden mehr nach rationalen und praktischen Kriterien geplant. Zu dieser Periode gehören Casa Trinxet, Casa Muntades und Casa Company.
- Seine dritte Schaffensperiode kann als die des „Monumentalismus“ bezeichnet werden. Sie entwickelte sich parallel mit der Vorbereitung und Durchführung der Weltausstellung 1929 in Barcelona, für die Puig leitender Architekt war. Die Bauwerke wurden von der Römischen Architektur inspiriert und mit typischen Elementen der Baustile von Valencia und Andalusien kombiniert. Die Wände waren gelb und es wurden zahlreiche Säulen als Strukturelemente verwendet. Als Endergebnis entstand ein neo-barocker Stil.[1]

Puig interessierte sich sehr für die Architektur in den Vereinigten Staaten von Amerika. Er entwarf Casa Pich nach dem Vorbild von Bauwerken des amerikanischen Architekten Louis Henry Sullivan. Neben seiner Arbeit als Architekt verfasste er Aufsätze und Bücher über die romanische und gotische Architektur in Katalonien. Während des Spanischen Bürgerkriegs lebte er im Pariser Exil und hielt an mehreren Universitäten Lehrgänge über Architektur und Geschichte ab. Puig erhielt die Ehrendoktorwürde verschiedener Universitäten, darunter auch von der Pariser Universität. Nach seiner Rückkehr erlaubte ihm das neue Regime nicht, als Architekt zu arbeiten. So befasste er sich mit der Restaurierung von historischen Gebäuden und Denkmälern. Im Jahre 1942 wurde er Präsident des Instituts für katalanische Studien, dieses Amt bekleidete er bis an sein Lebensende. Josep Puig i Cadafalch starb im Alter von 89 Jahren in seinem Haus in Barcelona. Er wurde auf dem Friedhof von Sant Feliu de Guíxols begraben.

## Wichtige Bauwerke
- Casa Avel·lí Trinxet (Barcelona, nicht erhalten)
- Casa Amatller (1898–1900, Barcelona, Passeig de Gràcia 41)
- Casa Coll i Regàras (Mataró, Barcelona)
- Casa Furriols (La Garriga, Barcelona)
- Casa Garí (Argentona, Barcelona)
- Casa Macaya (1901, Barcelona, Passeig de Sant Joan 108)
- Casa Martí (1896, Barcelona, Carrer de Montsió 3)
- Casa Muley-Afid (1911–1914, Barcelona, Passeig de la Bonanova 55)
- Casa Muntades (1901, Barcelona, Avinguda del Tibidabo 48)
- Casa Para (Mataró, Barcelona)
- Casa Pere Company (1911, Barcelona, Carrer de Buenos Aires 56–58)
- Renovierung des Hauses Carrer Sant Pere Més Alt 46 (1924, Barcelona, Ciutat Vella)
- Casa Puig y Cadafalch (Argentona, Barcelona)
- Casa Sastre Marquès (1905, Barcelona, Carrer d’Eduardo Conde 44)
- Casa Serra (1903, Barcelona, Rambla de Catalunya 126)
- Casa Sisternes (Mataró, Barcelona)
- Casa de les Punxes/Casa Tarrades (1903–1905, Barcelona, Avinguda Diagonal 416–420)
- Palau del Baró de Quadras (1904–1906, Barcelona, Avinguda Diagonal 373)
- Torre Pastor de Cruïlles (Barcelona)
- Capilla del Santísimo de la Iglesia de San Julian de Argentona (Argentona, Barcelona)
- Rathaus von Mataró (Mataró, Barcelona)
- Casa Lacruz, Andorra (1940)
- El Regle (Mataró, Barcelona)
- La Beneficiència (Mataró, Barcelona)
- Cavas Codorniu (Sant Sadurní d’Anoia, Barcelona)
- La Telegrafía (El Prat de Llobregat, Barcelona)
- Rosario Monumental de Montserrat: Drittes Freudenreiches Geheimnis und Fünftes Schmerzhaftes Geheimnis (Monistrol de Montserrat, Barcelona)
- Fàbrica Casaramona (1912, Barcelona; Avinguda del Marquès de Comillas 6; Erster Preis 1912 beim jährlichen Architektur-Wettbewerb der Stadtverwaltung von Barcelona)
- Casa Pilar Moragues (Viladecans, auf dem ehemaligen Campingplatz El Toro Bravo)
- Plaça d’Espanya
- Paläste von König Alfons XIII. und Königin Victoria Eugenia, für die Weltausstellung in Barcelona (1929)